# Base aérea de Medyn-Adúyevo
La Base aérea de Medyn-Adúyevo (en ruso: Аэродром Адуево; ICAO:; IATA: ), se encuentra 2 km al norte de la población de Adúyevo, 7 km al noreste de Medyn y 56 km al noroeste de Kaluga, capital del óblast de Kaluga, Rusia.
Probablemente utilizada hasta la década de los 60, la pista puede apreciarse todavía en las imágenes del satélite.

## Pista
La base aérea de Medyn-Adúyevo dispone de una pista de tierra en dirección 06/24 de 2.500 m. (8.202 pies).